# Трубочкін Іван Валерійович
Іва́н Вале́рійович Тру́бочкін (17 березня 1993, Київ, Україна) — український футболіст, захисник. Виступав у складі молодіжної збірної України.

## Біографія

### Клубна кар'єра
Іван Трубочкін народився в Києві 17 березня 1993 року. Із 7 до 9 років навчався футболу в дитячій школі «Зміна-Оболонь», а потім перебрався до ДЮФШ «Динамо» ім. Валерія Лобановського, у якій пройшов усі ступені розвитку під керівництвом Валерія Шабельникова та Євгена Рудакова.
Вихованець клубної Академії дебютував у молодіжній першості в матчі з донецьким «Металургом», що відбувся 18 березня 2010 року, наступного дня після 17-річчя. У тому поєдинку він відіграв 33 хвилини, замінивши в другому таймі Кирила Козлова. Матч закінчився гостьовою перемогою «Динамо» — 2:0. Найуспішнішим сезоном для Трубочкіна в «молодіжці» став сезон 2011/12, коли він взяв участь у 27 з 30 матчів своєї команди та зумів навіть раз відзначитися голом. На початку 2013 року уклав контракт з клубом до літа 2016 року.
Улітку 2013 року тренер «молодіжки» Олександр Хацкевич очолив другу динамівську команду, що грала в Першій лізі. З собою він узяв низку гравців, зокрема й Івана. У професіональних змаганнях дебютував 14 липня 2013 року у виїзному матчі проти чернігівської «Десни», який завершився внічию 0:0, а Трубочкін провів на полі всі 90 хвилин. Протягом трьох сезонів грав за «Динамо-2» у першій лізі, провів 68 матчів та забив один гол. Був капітаном «Динамо-2».
У серпні 2016 року став гравцем шведського клубу «Умео» з третього дивізіону, де до кінця року зіграв 7 матчів та забив один гол.
У лютому 2017 року прибув на перегляд до білоруського клубу «Крумкачи» і в березні підписав контракт. Став основним гравцем команди, у квітні-травні 2017 року не грав через травму. У червні він знову вибув зі складу, а в серпні стало відомо, що захисник не повернеться до «Крумкачів».
У жовтні 2017 року повернувся в Україну та приєднався до київського «Арсеналу», який грав у першій лізі. У сезоні 2017/18 взяв участь у 18 матчах, забив один гол та став зі своїм клубом переможцем першої ліги.
11 липня 2018 року перейшов до одеського «Чорноморця», у складі якого дебютував в українській Прем'єр-лізі 23 липня 2018 року в грі проти донецького «Олімпіка». Загалом за сезон зіграв 25 матчів, а його клуб вилетів із вищої ліги. 
26 липня 2019 року приєднався до донецького «Олімпіка», але в осінній частині наступного сезону зіграв лише 3 матчі та залишив клуб.
На початку 2020 перейшов у грузинське «Динамо» (Тбілісі), з яким став чемпіоном Грузії 2020 року, але основним гравцем не був.
У першій половині 2021 року виступав у Другій лізі України за вишгородський «Діназ», а у вересні 2021 року знову став гравцем донецького «Олімпіка», що грав у Першій лізі, але у жодній команді основним гравцем не був, тому покинув донецький клуб у січні 2022 року.
У сезоні 2022/23 захисник виступав за «Минай», зігравши за закарпатську команду 19 матчів і забивши 1 гол у Прем'єр-лізі, після чого вирішив завершити ігрову кар'єру у віці 30 років. Надалі Іван вирішив повернутися до Києва, де став дитячим тренером.

### Збірна
Із 2008 по 2012 рік виступав за юнацькі збірні України усіх вікових категорій. Із 2012 по 2013 рік грав за молодіжну збірну України.

## Досягнення
- Чемпіон першої ліги чемпіонату України (1): 2017/18
- Чемпіон Грузії (1): 2020